# RU-19A
RU-19A-300 – radziecki turbinowy silnik odrzutowy o ciągu statycznym 8,825 kgN. Silnik zbudowany z siedmiostopniowej sprężarki osiowej, pierścieniowej komory spalania, jednostopniowej turbiny osiowej i nieregulowanej dyszy wylotowej. Silnik wykorzystywany w samolotach transportowych An-24T, An-26, An-30 jako silnik pomocniczy do wytwarzania dodatkowego ciągu przy starcie i wznoszeniu przy maksymalnym obciążeniu samolotu. 
Silnik powstał jako główna jednostka napędowa dla prototypowych samolotów Jak-30 i Jak-32. Wybór na podstawowy samolot szkolno-treningowy układu warszawskiego (z wyjątkiem Polski) czechosłowackiego samolotu L-29 spowodował, że silnika nie rozwijano, a wyprodukowane egzemplarze wykorzystano jako silniki pomocnicze w samolotach transportowych.